# Bolbelasmus gallicus
Bolbelasmus gallicus là một loài bọ cánh cứng trong họ Geotrupidae. Loài này được Mulsant miêu tả khoa học năm 1842.